# Wasserturm Backnang

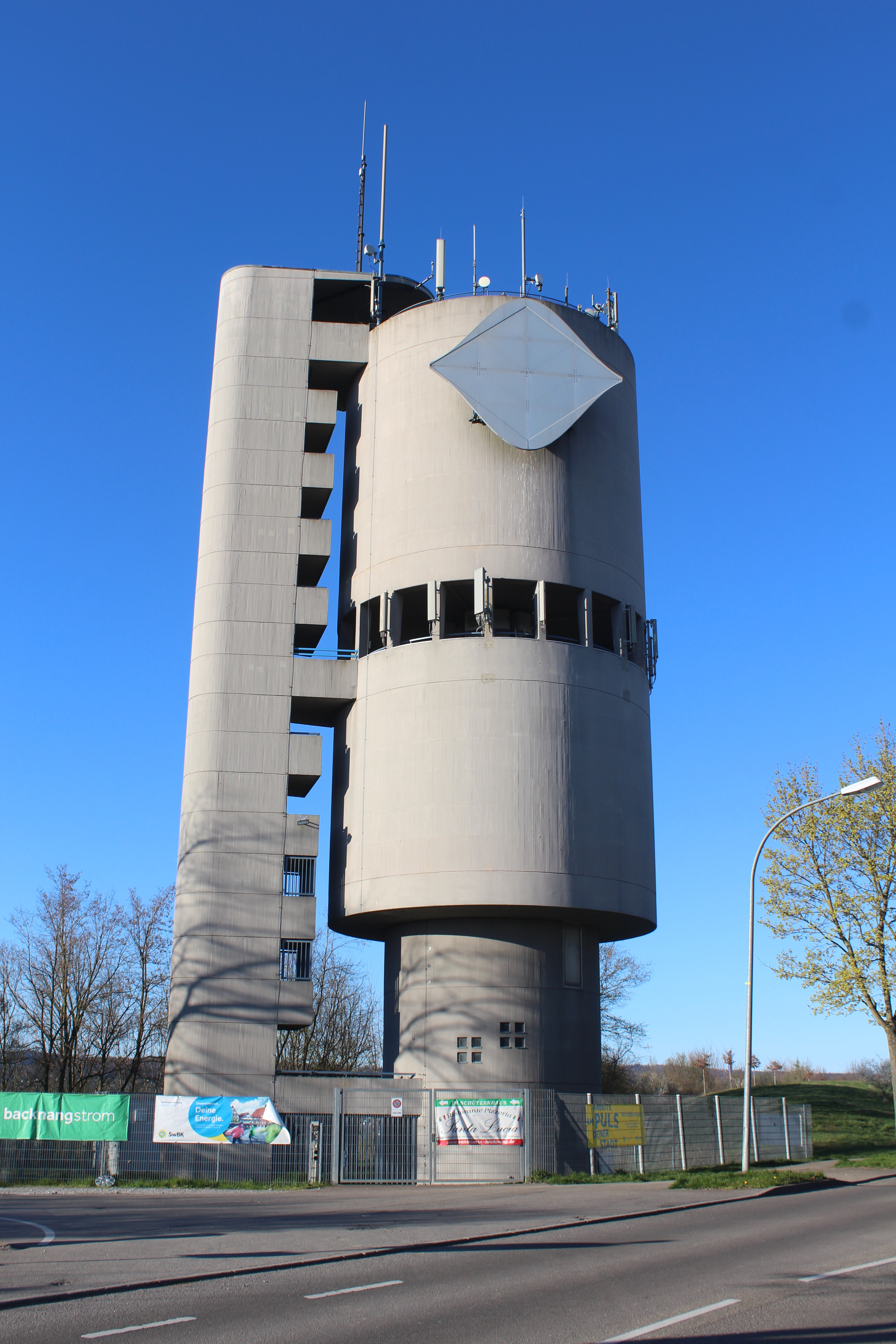
Wasserturm Backnang

Der Wasserturm Backnang ist ein Wasserhochbehälter der Stadt Backnang im Rems-Murr-Kreis des Landes Baden-Württemberg. Er steht an einem der höchsten Punkte des Siedlungsgebiets der Stadt auf 305 Metern ü. d. M. am nordwestlichen Rand der Bebauung zwischen dem Dresdner Ring und der Bundesstraße 14. Durch seine exponierte Lage an einem Ort mit weiter Aussicht und seine Masse ist der Turm eine eindrucksvolle Landmarke. Auf Grund seiner Form und des Materials Beton ist das Bauwerk der Stilrichtung des Brutalismus zuzuordnen.

## Geschichte
Auf Grund der Erschließung neuer Baugebiete benötigte die städtische Trinkwasserversorgung einen neuen Hochbehälter, um die erforderlichen Druckverhältnisse zu gewährleisten. In einem ausgeschriebenen Wettbewerb konnte der Stuttgarter Architekt Helmut Erdle mit seinem Entwurf 1957 den 1. Preis gewinnen. Dieser Entwurf wurde dann auch ausgeführt, und 1961 war das Gebäude fertig gestellt. 1990 wurde der Beton saniert.

## Beschreibung
Das 30 Meter hohe Bauwerk aus Sichtbeton besteht aus dem eigentlichen, zylindrischen Turm, dessen zwei Kammern mit Volumen von 500 und 380 m³ durch ein begehbares und rundum offenes Zwischengeschoss getrennt sind und auf einem kurzen zurückgesetzten Sockel ruhen, der die Betriebsräume beherbergt. Diesem Turm zur Seite gestellt ist ein Treppenhaus mit parabelförmigen Grundriss, das die Begehung des Zwischengeschosses und der Aussichtsplattform auf der Decke des oberen Behälters ermöglicht. Auf der dem Turm zugewandten Seite hat es Ausbuchtungen, die wie die Zähne eines Reißverschlusses wirken.
Nach Südwesten ist im oberen Bereich auf 30 Meter Höhe ein Umlenkspiegel für eine seinerzeit genutzte Richtfunkstrecke von Postamt Backnang zum Fernmeldeturm Stuttgart angebracht. Die Richtfunkstrecke und der Spiegel wurden von der in Backnang ansässigen Firma Telefunken im Auftrag der Deutschen Bundespost erstellt. Der innere Teil des Spiegels ist rautenförmig und erinnert an das Telefunken-Logo. Der äußere Teil hat eine geschwungene Form und diente der Optimierung von Beugungsdiagramm und Windlast. Der 16 m² große Spiegel wurde im Jahr 1990 von der Nachfolgefirma ANT erneuert.
Inzwischen sind auf der Dachterrasse weitere Antennen  für Funk und Telekommunikation installiert. Der Sockelbereich ist im Laufe der Zeit durch größer gewordene Bäume verdeckt, so dass der Turm ohne Sicht auf die untere Verjüngung schwerer wirkt als zur Bauzeit, wo er noch auf freiem Feld stand. Eine Begehung oder Besteigung des Turms ist generell nicht mehr möglich. Lediglich an Tagen des offenen Denkmals gab es in der jüngeren Vergangenheit Gelegenheit zum genaueren Kennenlernen.